# La Sasson
Pour les articles homonymes, voir Sasson.
La Sasson est une statue située en France sur la commune de Chambéry dans le département de la Savoie en région Auvergne-Rhône-Alpes.
Œuvre du sculpteur Alexandre Falguière, la statue est érigée sur une place de la ville en 1892 afin de célébrer le Centenaire du rattachement de la Savoie à la France (1792).

## Toponymie
Le terme de « Sasson » est l’appellation facétieuse donnée rapidement en langue savoyarde par les habitants de Chambéry après son installation en raison de sa considérée trop forte corpulence. Traduit par « grosse femme », il désigne ironiquement une jeune fille ou une femme un peu nigaude, visiblement plus développée de corps que d’esprit.
Le sens originel du nom Sasson, ou Saçon, est en patois l'un des nombreux diminutifs de Françoise. Pour les opposants conservateurs, aux Républicains de 1892, la statue fut baptisée «la Sasson» ou «Saçon prénom diminutif de Françoise. Nom donné par plaisanterie au monument commémoratif de l’Annexion de la Savoie à la France, élevé à Chambéry». 
On devrait  écrire pour rester fidèle à l’esprit de l’époque  Saçon et non Sasson.

## Description
La statue est une allégorie censée représenter une Savoyarde, sous les traits d’une femme aux formes lourdes, vêtue d’une robe à gros godets et chaussée de souliers de géant, serrant dans ses bras un drapeau. L’œuvre est un moulage à creux perdu, en bronze, disposée sur un socle en béton. Le sculpteur Jean Alexandre Joseph Falguière fit plusieurs travaux préparatoires avant la réalisation de la statue. Il créa plusieurs maquettes. L’une d’entre elles, qui se trouve actuellement au Musée des beaux-arts de Chambéry à la suite d'un don (n° inventaire  M 1104), est faite à partir de plâtre et de moulage, sa dimension est de 92 H.
La statue mesure 5 m de hauteur jusqu’au drapeau, ou 4 m au haut de la tête. Le socle de sa base, constitué en pierre provenant de Curienne dans le massif des Bauges voisin, mesure pour sa part 2,6 m.

## Histoire
Le monument a été inauguré en 1892 par le président de la République Sadi Carnot lors des cérémonies commémoratives du centenaire du premier rattachement de la Savoie à la France à l’époque de la Révolution française (novembre 1792).
En 1898, une maquette de La Sasson est présentée lors d’une exposition consacrée à Falguière au Nouveau Cirque à Paris. Puis, en 1902, un modèle en plâtre figure à l’exposition des œuvres de Falguière à l’école des beaux-arts.
Le 22 avril 1942, dans le cadre de la mobilisation des métaux non ferreux, la statue est déboulonnée et expédiée pour être fondue. Début 1950, elle est retrouvée décapitée dans une gare près de Hambourg. Elle est rendue à la ville le 13 avril et entreposée dans les ateliers municipaux. De 1978 à 1982, les Amis du Vieux Chambéry organise auprès des chambériens une consultation publique sur la possibilité d’un retour de La Sasson. En 1982, la statue fait l’objet d’une restauration et, le 1er juin, elle fut une nouvelle fois inaugurée à son emplacement d’origine. L’auteur de la nouvelle tête de la statue est Serge Bloch[réf. souhaitée], sculpteur grenoblois, qui réalisa une opération de remplacement à la fois technique et délicate. La tête monumentale d’origine, disparue pendant la guerre, doit se trouver encore en Allemagne[réf. souhaitée].
De nos jours, La Sasson joue régulièrement le rôle de point de ralliement de nombreuses manifestations populaires et estudiantines.

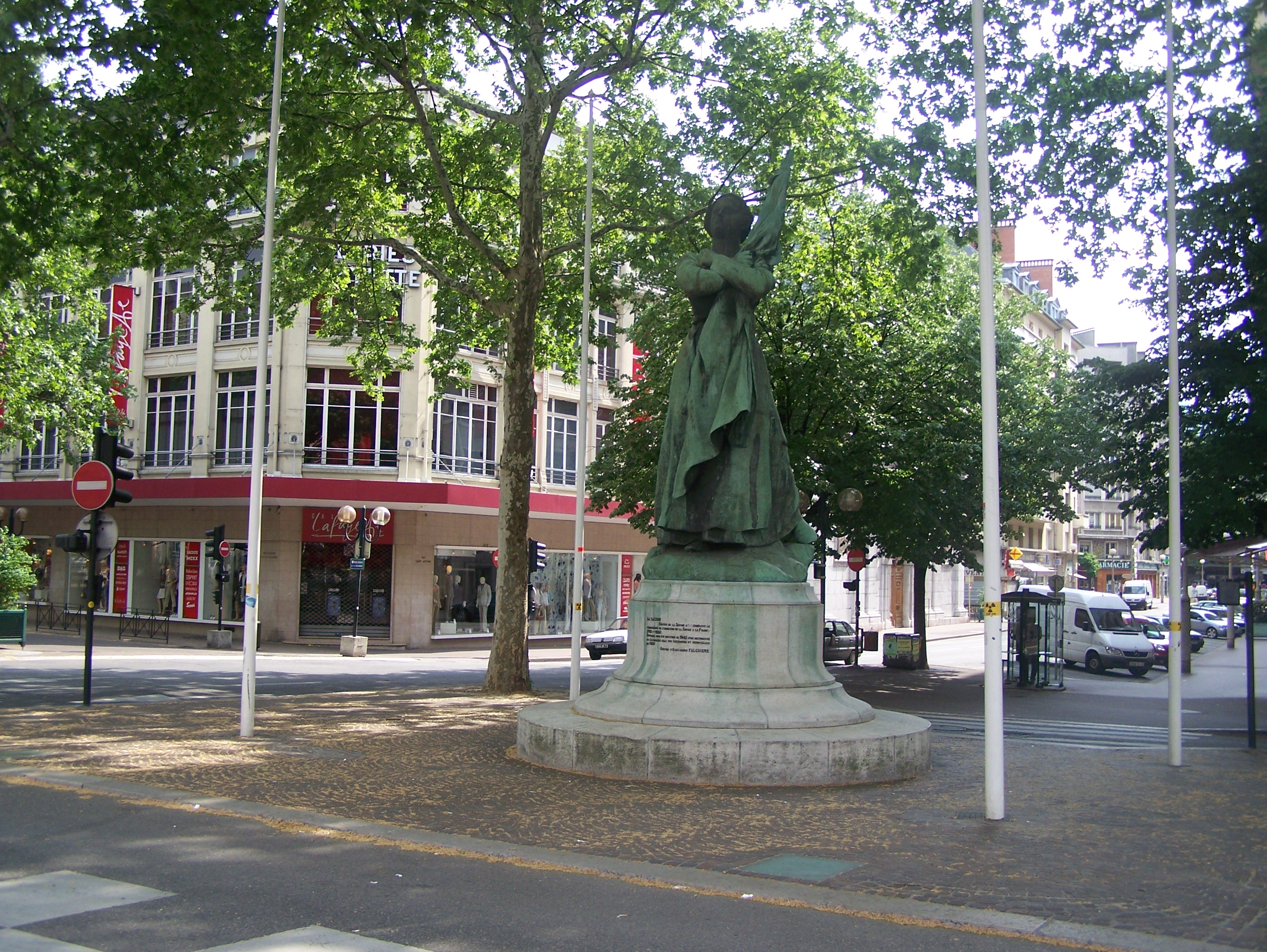
La Sasson à l’extrémité du Boulevard de la Colonne (2007).